# Авилово (Орловская область)
Ави́лово — деревня в Дмитровском районе Орловской области. Входит в состав Плосковского сельского поселения.

## География
Расположена на юго-востоке Дмитровского района, в 19 км к юго-востоку от Дмитровска на левом берегу реки Рясник. В 2 км к юго-востоку от деревни проходит граница с Железногорским районом Курской области. Напротив Авилова, на правом берегу реки Рясник, расположен посёлок Малиновский. К юго-западу от деревни, за рекой, находится урочище Большая Должица.

## История
В 1767—1801 годах деревня принадлежала генерал-поручику Сергею Никитичу Трубецкому. С 1801 года помещиком Авилова был секунд-майор И. А. Николаев.
В 1866 году в бывшей владельческой деревне Авилово было 12 дворов, проживало 152 человека (70 мужского пола и 82 женского), действовали 2 маслобойни. Население деревни было приписано к приходу храма Воскресения Словущего села Харланово.
В 1894 году в Авилово было 39 дворов. Землёй в деревне в то время владел помещик Зиновьев. В конце XIX — начале XX века Авилово было частью имения Великого князя Сергея Александровича.
В 1926 году в деревне было 44 двора, проживало 248 человек (121 мужского пола и 127 женского). В то время Авилово входило в состав Апойковского сельсовета Долбенкинской волости Дмитровского уезда.
С 1928 года в составе Дмитровского района. В 1937 году в деревне было 37 дворов, действовала школа.
Во время Великой Отечественной войны, с октября 1941 года по август 1943 года, находилась в зоне немецко-фашистской оккупации.
По состоянию на 1945 год в деревне действовал колхоз «Зелёный Лес».

## Население
| 1866 | 1926 | 1979 | 2002 | 2010 |
| ---- | ---- | ---- | ---- | ---- |
| 152  | ↗248 | ↘35  | ↘10  | ↘6   |